# Solfara Stincone
L'antica Solfara Stincone, sita in provincia di Caltanissetta vicino al comune di San Cataldo nell'omonima contrada, fu una miniera di zolfo la cui attività è nota sin dagli inizi del 1700, insieme a sole altre cinque solfare attive in tutta la Sicilia.
Di queste sei solfare non si hanno molte notizie, se non che vi lavoravano circa 100 operai in tutto; forse non tutte furono in attività contemporaneamente e la produzione annua complessiva stimata è stata non superiore a 500 tonnellate di zolfo.
Esisterebbero notizie storiche che parlano di u' attività estrattiva dello zolfo antecedente a queste solfare note, ma l'autore non ritiene possa parlarsi di un'attività estrattiva da miniera, quanto piuttosto asportazione di materiale solfifero presente in affioramenti superficiali presenti sul terreno agricolo. Di questa attività si hanno notizie a partire dal XII secolo.

## Incidenti
Il 27 ottobre 1899 nella miniera vi fu una frana che seppellì sotto le macerie tre picconieri e quattro trasportatori, quattro poterono essere salvati; il 29 agosto 1904 vi fu nella sezione Apaforte un incidente da esplosione di grisù.
Successivamente il 5 gennaio 1938 vi fu un incidente dovuto ad una frana, di cui non è noto il numero dei soggetti coinvolti.
Persone perite per incidenti di diverso tipo in questa solfara:
| Nome                      | Età | Data              |
| ------------------------- | --- | ----------------- |
| Nicosia Salvatore         | 33  | 19 giugno 1877    |
| Lombardo Antonino         | 11  | 25 novembre 1889  |
| Calamera Leonardo         | 30  | 1º ottobre 1892   |
| Terranova Giuseppe        | 34  | 13 settembre 1892 |
| Saitta Salvatore          | 19  | 4 ottobre 1895    |
| Marino Stefano            | 39  | 15 aprile 1896    |
| Schifano Luigi            | 48  | 9 ottobre 1897    |
| Merlino Giuseppe          | 40  | 9 ottobre 1897    |
| Capizzi Marco             | 14  | 27 ottobre 1899   |
| Laudico Vincenzo          | 40  | 27 ottobre 1899   |
| Calamera Salvatore        | 15  | 27 ottobre 1899   |
| Pera Paolo                | 34  | 14 gennaio 1900   |
| Montagna Vincenzo         | 41  | 29 aprile 1900    |
| Angiletti Nicolò          | 11  | 5 marzo 1901      |
| Iacuzzo Raimondo          | 13  | 15 giugno 1903    |
| Aquilina Calogero         | 13  | 9 febbraio 1904   |
| Mirisola Cataldo          | 34  | 6 settembre 1904  |
| Tabone Giuseppe           | 60  | 12 settembre 1905 |
| Tabone Barbaro            | 20  | 12 settembre 1905 |
| Infantino Calogero        | 25  | 29 marzo 1908     |
| Ristagno Rosario          | 14  | 11 aprile 1908    |
| Graci Salvatore           | 31  | 2 maggio 1908     |
| Ministeri Vincenzo        | 20  | 2 ottobre 1909    |
| Caramanno Gaetano         | 31  | 13 aprile 1910    |
| Migliore Gaetano          | 33  | 14 settembre 1910 |
| Di Pisa Antonio           | 61  | 13 aprile 1912    |
| Fiorino Salvatore         | 13  | 30 maggio 1914    |
| Pace Salvatore            | 41  | 23 aprile 1915    |
| Cumbo Calogero            | 34  | 31 gennaio 1916   |
| Ministeri Michele         | 52  | 8 gennaio 1934    |
| Martino Carlo             | 20  | 4 dicembre 1934   |
| Petruccelli Michele       | 22  | 26 febbraio 1935  |
| Di Rosa Tommaso           | 16  | 4 marzo 1935      |
| Pace Calogero             | 48  | 8 maggio 1935     |
| Iannello Alfonso Leonardo | 30  | 8 febbraio 1936   |
| Mangione Giuseppe         | 64  | 24 ottobre 1936   |
| Cordaro Giuseppe          | 45  | 5 gennaio 1938    |
| Benfante Picogna Giuseppe | 47  | 5 gennaio 1938    |
| Iannello Paolo            | 28  | 5 gennaio 1938    |
| Tabone Calogero           | 57  | 6 maggio 1938     |
| Marchese Salvatore        | 38  | 26 luglio 1938    |
| Calamera Leonardo         | 20  | 4 settembre 1938  |
| Cunetta Sante             | 54  | 22 novembre 1938  |
| Lovecchio Salvatore       | 16  | 22 novembre 1938  |
| Argento Giuseppe          | 40  | 29 luglio 1940    |
| Agrò Vincenzo             | 60  | 31 gennaio 1941   |
| Balistreri Fortunato      | 49  | 5 gennaio 1943    |
| Terranova Giuseppe        | 47  | 12 marzo 1943     |
| Migliore Leonardo         | 69  | 4 luglio 1946     |
| Magliano Giovanni         | 20  | 20 novembre 1946  |
| Schifano Luigi            | 43  | 20 novembre 1946  |
| Difrancesco Michele       | 30  | 6 dicembre 1947   |
| Morreale Antonio          | 29  | 6 settembre 1952  |
| Pace Leonardo             | 44  | 21 giugno 1952    |
| Insalco Raimondo          | 27  | 21 ottobre 1954   |
| Aversa Giuseppe           | 25  | 21 giugno 1955    |
| Accursio Roberto          | 44  | 25 settembre 1961 |
| Amico Cataldo             |     | 26 marzo 1962     |
| Palonero Leonardo         | 34  | 22 dicembre 1962  |
| Tonali Renato             | 51  | 22 dicembre 1962  |

Nota: Tale elenco probabilmente non è completamente esaustivo in quanto non esisteva un registro ufficiale specifico e presso l'ufficio anagrafico i nomi delle vittime si indicavano nella parte delle morti violente senza alcuna annotazione particolare che li distinguesse.